# Sint-Niklaaskerk (Outgaarden)

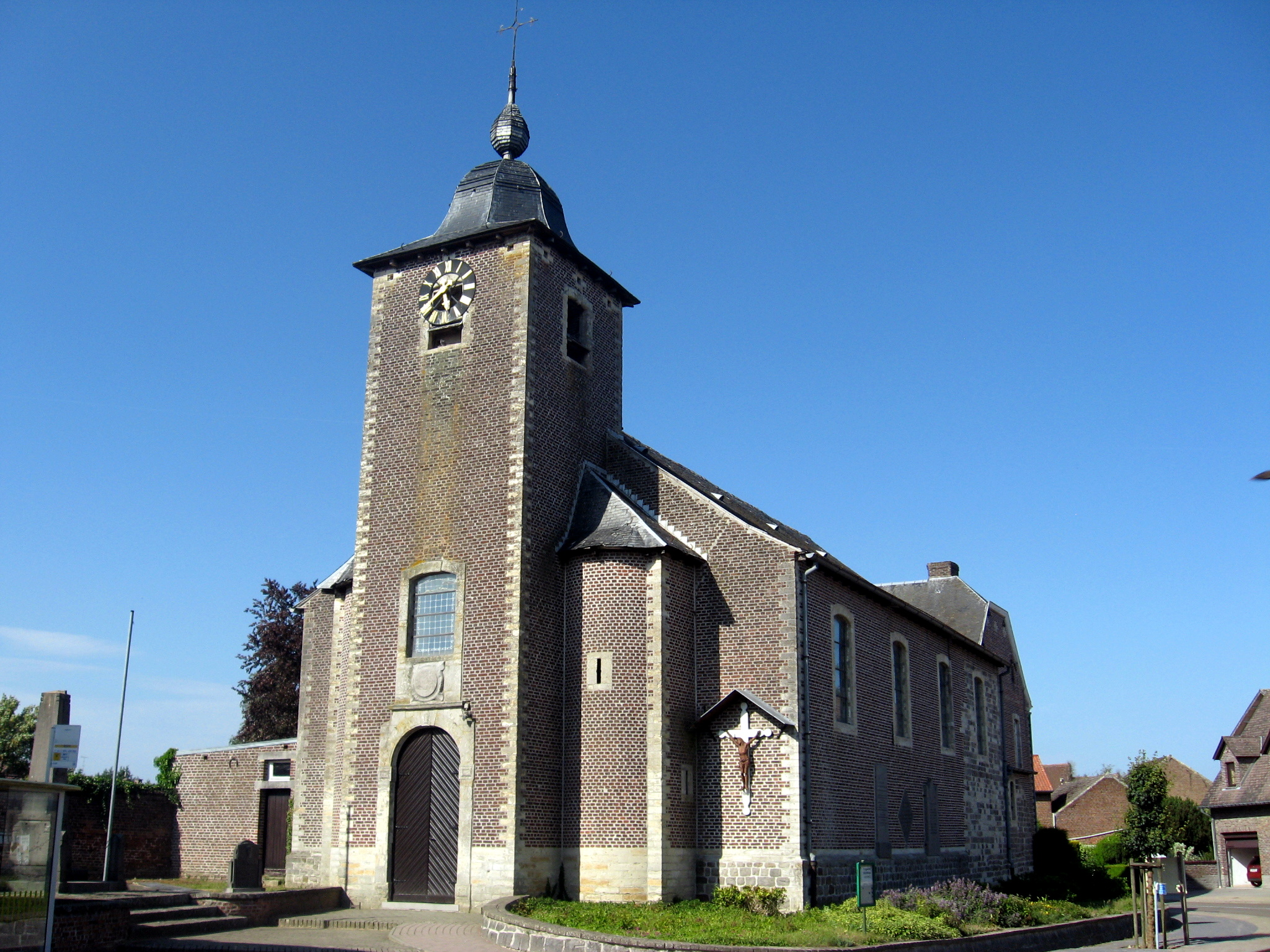
Sint-Niklaaskerk

De Sint-Niklaaskerk is de parochiekerk van de tot de Vlaams-Brabantse gemeente Hoegaarden behorende plaats Outgaarden, gelegen aan de Kerkstraat.

## Geschiedenis
Het patronaatsrecht van de parochie was in handen van het Sint-Martinuskapittel te Visé.
De kerk is mogelijk omstreeks 1100 gesticht, in een periode waarin Sint-Nicolaas erg populair was. In de 14e eeuw had de kerk de rang van kapelanie. Het betrof vermoedelijk een romaans kerkje, opgetrokken in kwartsiet van Overlaar.
In 1760 werden koor met aansluitende beuktravee en westtoren herbouwd en in 1846 volgde het grootste deel van het schip.

## Gebouw
Het betreft een eenbeukig kerkgebouw met voorgebouwde westtoren en vlak afgesloten koor. Het koor en de aansluitende travee zijn opgetrokken uit Lediaanse steen en kwartsietblokken, mogelijk afkomstig van de vroegere kerk. De rest van het schip en de westtoren zijn uitgevoerd in baksteen, afgewerkt met Gobertangesteen. Het schip heeft steekboogvensters. De westtoren heeft een kenmerkende helmvormige spits.
Het ingangsportaal heeft een rondboogdeur en de voorgevel draagt het chronogram: PopVLe eCCe tanDeM resVrgo, wat 1760 oplevert.

## Interieur
Het hoofdaltaar is uit de 2e helft van de 17e eeuw. Het altaarstruk door Adolf Troost is van 1854. Het noordelijk zijaltaar is 18e-eeuws evenals het zuidelijk zijaltaar dat een schilderij heeft dat de bisschopswijding van Sint-Nicolaas verbeeldt. Ook de biechtstoelen, de koorlambrisering en de preekstoel zijn 18e-eeuws.
Het doopvont is 16e-eeuws. Het orgel werd gebouwd door Charles Rifflart in 1855.
De kerk bezit heiligenbeelden van Eligius (1e helft 16e eeuw). Van omstreeks 1700 zijn beelden van de heiligen Hubertus, Nicolaas en Sebastiaan.